# Perttu Hyvärinen
Perttu Hyvärinen (Kuopio, 5 giugno 1991) è un fondista finlandese.

## Biografia
Attivo in gare FIS dal dicembre del 2008, Hyvärinen ha esordito in Coppa del Mondo il 12 marzo 2011 a Lahti (64º) e ai Campionati mondiali a Falun 2015, classificandosi 25º nella 15 km. Ai successivi Mondiali di Lahti 2017 è stato 44º nella 50 km e 30º nello skiathlon e ai XXIII Giochi olimpici invernali di Pyeongchang 2018, suo esordio olimpico, si è piazzato 35º nella 15 km, 29º nella 50 km, 41º nello skiathlon e 4º nella staffetta. Ai Mondiali di Seefeld in Tirol 2019 è stato 19º nella 15 km, 42º nella 50 km, 22º nello skiathlon e 4º nella staffetta; il 24 gennaio 2021 ha conquistato a Lahti in staffetta il primo podio in Coppa del Mondo (2º) e ai successivi Mondiali di Oberstdorf 2021 si è classificato 17º nella 15 km, 32º nella 50 km e 6º nella staffetta. Ai XXIV Giochi olimpici invernali di Pechino 2022 si è piazzato 6º nella 15 km, 19º nella 50 km, 7º nello skiathlon e 6º nella staffetta; ai Mondiali di Planica 2023 ha vinto la medaglia d'argento nella staffetta ed è stato 13º nella 15 km, 10º nello skiathlon e non ha completato la 50 km.

## Palmarès

### Mondiali
- 1 medaglia:
  - 1 argento (staffetta a Planica 2023)

### Mondiali juniores
- 3 medaglie:
  - 3 bronzi (10 km TL, inseguimento, staffetta a Otepää 2011)

### Coppa del Mondo
- Miglior piazzamento in classifica generale: 22º nel 2023
- 2 podi (a squadre):
  - 2 secondi posti

#### Coppa del Mondo - competizioni intermedie
- 1 podio di tappa:
  - 1 vittoria

##### Coppa del Mondo - vittorie di tappa
| Data             | Località | Nazione | Competizione | Specialità |
| ---------------- | -------- | ------- | ------------ | ---------- |
| 31 dicembre 2023 | Dobbiaco | Italia  | Tour de Ski  | 10 km TC   |

Legenda:

TC = tecnica classica